# Roddenberryus mccoy
Espèce
Roddenberryus mccoy est une espèce d'araignées aranéomorphes de la famille des Caponiidae.

## Distribution
Cette espèce est endémique de Basse-Californie du Sud au Mexique,. Elle se rencontre à Comondú vers San Isidro.

## Description
Roddenberryus spock compte deux yeux. Le mâle holotype mesure 3,2 mm

## Systématique et taxinomie
Cette espèce a été décrite par Sánchez-Ruiz et Bonaldo en 2023.

## Étymologie
Cette espèce est nommée en référence à Leonard McCoy. 

## Publication originale
- Sánchez-Ruiz & Bonaldo, 2023 : « Strange new spiders: on Roddenberryus, a new and unusual caponiid genus (Araneae, Caponiidae). » European Journal of Taxonomy, vol. 891, p. 1-25 (texte intégral).